# Кяргеля
Кя́ргеля (варианты раннего написания: Кяргела, или Кяргала) (карел. Kärgel, фин. Kärkelä) — упразднённая деревня на территории современного Эссойльского сельского поселения Пряжинского района Республики Карелия Российской Федерации.

## История
Упоминается в составе боярщины Княщины в писцовых книгах 1563 года под именем (Крягин-) Кяргин-наволок, как состоящая из двух дворов.
В XIX веке относилась к Сямозерскому обществу Сямозерской волости Петрозаводского уезда Олонецкой губернии. По данным переписи 1873 года в деревне было 14 дворов, в которых жили 107 человек. К 1905 году население в деревне сократилось до 52 человек. В деревне было 15 лошадей, 48 коров и 52 головы прочего скота.
По данным переписи 1926 года в деревне было 12 хозяйств, в которых проживал 71 человек (34 мужчины, 37 женщин, все карелы). В ходе реформы 1927 года деревня оказалась в составе Сямозерского сельсовета Сямозерского района, а после реформы 1930 года — Пряжинского района. К 1935 году население деревни сократилось до 61 человека (27 мужчин, 34 женщины).
В результате дальнейшего сокращения населения в 1957 году деревня была объединена с посёлком Сямозеро.

## География
Расположена на восточном берегу Сямозера в непосредственной близости от деревни Сямозеро (в 1 версте от волостного правления — Сямозерского погоста) на дороге, ведущей вдоль берега из Сямозера в Ахпойлу.

## Достопримечательности
В деревне в небольшой часовне-футляре находится резной поклонный крест 1796 года, являющийся объектом культурного наследия регионального значения.